# 長歌行 (電視劇)
《长歌行》，2021年中国大陆古装电视剧，改编自漫画家夏达之同名作品，由朱锐斌执导，迪丽热巴和吴磊领衔主演，刘宇宁、赵露思及方逸倫联合主演。2020年3月29日在横店影视城开拍，7月27日殺青。故事讲述了唐代贞观年间，永寧郡主李长歌逃亡后女扮男装，一心复仇的故事。2021年3月31日起，於騰訊視頻和山東衛視首播。台灣OTT平台LiTV 線上影視同步播出。

## 播放平台
| 頻道                    | 所在地   | 日期                   | 時間                                                                                             | 備註     |
| 騰訊視頻                | 中国大陆 | 2021年3月31日－5月12日 | 首播當晚22點30分播出 會員搶先看8集 非會員首周四五20點更新2集 次週起每週一、週二、週三20點更新2集 | 網絡平台 |
| 山东卫视                | 中国大陆 | 2021年3月31日－5月22日 | 每晚22點播出1集                                                                                  | 電視平台 |
| Viu                     | 香港     | 2021年4月1日－         | 每週一到週三20點上線                                                                             | 網絡平台 |
| WeTV                    | 臺灣     | 2021年3月31日－        | 首播當晚22點30分播出 會員搶先看8集 非會員首周四五20點更新2集 次週起每週一、週二、週三20點更新2集 | 網絡平台 |
| 愛奇藝國際站            | 臺灣     | 2021年3月31日－        | 每週一到週三20點上線更新2集                                                                      | 網絡平台 |
| LiTV 線上影視           | 臺灣     | 2021年5月20日          | VIP全套免費看無廣告 非VIP全套免費看                                                              | 網絡平台 |
| Viki                    | 全球     | 2021年3月31日          | 每周一到周三上线                                                                                 | 網絡平台 |
| 华策影视官方YouTube频道 | 全球     | 2021年3月31日          | 每周一到周三上线                                                                                 | 網絡平台 |
| 愛爾達綜合台            | 臺灣     | 2021年5月20日          | 每週一至週五 19:00 - 21:00（連播2集）                                                            | 電視平台 |
| 衛視中文台              | 臺灣     | 2021年12月22日         | 每週一至週四 22:00 - 23:00                                                                       | 電視平台 |
| 緯來戲劇台              | 臺灣     | 2022年5月25日          | 星期一至五 22:00 - 00:00(5月25日 23:00 - 00:00)                                                  | 電視平台 |
| HUB娱家戏剧台           | 新加坡   | 2021年9月26日          | 每週一至週五 21:00 - 22:00                                                                       | 電視平台 |
| 新传媒8频道             | 新加坡   | 2022年5月13日          | 每周一至周五 23:00 - 00:00                                                                       | 電視平台 |
| HUB都会台               | 新加坡   | 2023年9月23日          | 每週六至週日 17:00 - 19:00 （两集连播）                                                          | 電視平台 |
| 八度空间                | 马来西亚 | 2022年2月7日           | 每週一至週四 21:00 - 22:00                                                                       | 電視平台 |
| Netflix                 | 全球     | 2022年3月              | 全集上架                                                                                         | 网络平台 |

## 劇情介紹
唐高祖武德九年，内廷生变；永寧郡主李长歌（迪麗熱巴 飾）侥幸逃出，赴幽州求援。途中，长歌偶遇化名“秦准”的草原部落特勤阿诗勒隼（吳磊 飾），两人不打不相识，渐生英雄相惜之感。长歌在幽州粉碎一场阴谋中郡主的身份败露，前往朔州避祸。长歌藏于朔州太守公孙恒身边，助其共抗草原势力侵袭，却未想到敌方将领阿诗勒隼竟是自己的旧识秦准。长歌震惊痛心，力抗阿诗勒隼；然而朔州孤城难支，终究陷落。长歌为大局，甘愿沦为战俘，被押往草原，却意外得知大可汗另有野心。长歌决定暂放私仇，以身涉险拚死破局，不料身陷死局。阿诗勒隼为救长歌，不惜与大可汗为敌，两人却阴差阳错、天各一方。长歌辗转流亡，亲历乱世的她逐渐领会“仁者无敌”的道理，最终彻底放下个人恩怨。在发现前隋势力才是挑动事端的幕后黑手后，长歌与阿诗勒隼联手守护大唐与草原的和平，两人也终于认清了对彼此的情感，携手共赴危局。

## 演員列表

### 领衔主演
| 演員                  | 角色                        | 介紹 | 国语配音 |
| 迪麗熱巴 童年：俞梓嫣 | 李長歌 角色原型：定襄縣主   | 永寧郡主→主簿→輕車都尉→阿詩勒部鷹師軍師→漠北郡主 太子李建成之嫡女。父母手足均死於玄武門之變，得知父母被殺後，滿懷憤恨的她僥倖逃出，其後女扮男裝隱瞞身份以李十四的名字流落民間，一心伺機誅殺李世民報滅門之仇。後致朔州用計投靠太守公孫恆，並延緩阿詩勒部的攻擊，因而獲提拔成都尉。與阿詩勒部鷹師一戰，朔州最終以失敗告終，李長歌被俘出關，被迫為阿詩勒部效命。在被阿詩勒隼帶往阿詩勒部後，她用智慧和謀略為阿詩勒隼解決部落紛爭，二人從主僕變為幕僚關係，在和阿詩勒隼的相處過程中，被這個勇猛無匹、重情重義的異族青年所吸引，兩人傾心相戀，譜寫了一曲跨越民族和文化的愛情戀歌。因救唐將軍羅義而致阿詩勒隼之養母自戕，一度迷失自我而離開阿詩勒部，所幸被流雲觀的商隊帶回觀中，休養時逐漸找回本心，儘管無法放棄復仇，但也領略到自己該走的路。後以兩種身分（男裝的李長歌與女裝的阿離）與秦老等人在流雲觀照顧無家可歸及罹患時疫的流民。後意外獲得漠北王菩颯信任，立為漠北國的郡主。最後，在挚友的离去、好友的误解及在家和國的利害沖突中，長歌逐渐意識到诛杀李世民并非真正的“道”，唯有兴唐才是李氏子孙的使命，終以蒼生為念，放棄復仇。 | 喬詩語   |
| 吳磊 童年：徐崴羅     | 阿詩勒隼 角色原型：阿史那忠 | 阿詩勒部特勤兼鷹師首領 大可汗的養子，原為中原人。天生鷹目，尤善騎射，九歲開始上戰場，十年來從未有敗績。李長歌在逃亡路上屢次碰上偽裝後來到長安打探軍情的隼。某次当他拯救李長歌時得知她是女儿身，两人在相處中由敵人變成肝膽相照的好朋友。在得知她是永寧郡主後，他對這位堅韌美麗，有勇有謀的女子產生了異樣的情感。在唐太宗李世民即位時，他带领其精锐鹰师进攻朔州，与时任朔州轻车都尉的李長歌棋逢對手，但此次交锋终以朔州粮尽兵绝、朔州刺史公孙恒自刎、李长歌出城请降告终。在朔州一戰完勝後，他接受了李長歌不屠城的請求，但亦以此為條件將其俘虜出關，此後成為其幕僚。身為大可汗養子的他雖然並不想要爭奪汗位，但因手握重兵而不得已陷入與小可汗阿詩勒涉爾圍繞汗位的權勢爭奪；最終與李長歌成為不離不棄的戀人。 | 张福正   |

### 主要演員
| 演員                | 角色                      | 介紹 | 国语配音 |
| 刘宇宁 童年：李凌燁 | 皓都 角色原型：杜荷       | 禁軍統領→永安公主駙馬 權臣杜如晦的義子，奉杜如晦之命偵查、探尋情報及排除一切障礙，自玄武門之變後持續追杀李长歌。冷酷無情的他在遇到公主李樂嫣後終被她撥亂了情弦，最終贏了擂台成為駙馬。 | 原聲     |
| 趙露思 童年：張婉兒 | 李樂嫣 角色原型：城陽公主 | 縣主→永安郡主→永安公主 李世民之女，李長歌之堂姐妹，一直十分依賴長歌；與李長歌、魏叔玉三人為青梅竹馬。少時曾墜河被魏叔玉救回，自此便滿心戀慕他。後意外被人販子拐帶流亡外地，終被皓都救回，其後與皓都兩情相悅並嫁給他。 | 路熙然   |
| 方逸倫 童年：盛中瑋 | 魏叔玉                    | 監察御史 魏徵之子，與李長歌、李樂嫣三人為青梅竹馬，自幼便鍾情李長歌，視樂嫣為親妹妹。為了救魏家上下，不得已將李長歌可能的隱匿地點透露給皓都。在皓都追捕李長歌並拉起弓準備朝其射箭時，他为了能在危機關頭救李長歌的性命，不得不搶先放箭並使長歌中箭墜落懸崖，讓長歌誤會他為了名利與自己倒戈相向。面對心愛之人的誤解，魏叔玉縱有千言萬語也難以道清，二人終由昔日的夥伴變成敵人，後和好。 | 原聲     |

### 阿詩勒部
| 演員                           | 角色                                    | 介紹 | 国语配音 |
| 易大千                         | 穆金                                    | 阿詩勒部鷹師軍師 阿詩勒隼的摯友，自幼就在阿詩勒隼身邊，深知他的脾性。精通漢人的語言文字，城府頗深，起初對李長歌心存芥蒂。在阿詩勒隼前往漢人地界後，留守大營，對阿詩勒隼忠心耿耿，一度為了隱瞞阿詩勒隼的行蹤，而打算射殺傳遞軍令的阿詩勒部特使，後被趕回來的阿詩勒隼阻止；是少數知道長歌女兒身的人之一。對彌彌古麗一見鍾情，後與其兩情相悅。 | 趙毅     |
| 晋松                           | 延利可汗／阿詩勒綽必 角色原型：頡利可汗 | 阿詩勒部大可汗 阿詩勒隼的義父。儘管養子阿詩勒隼是他麾下最利的一把劍，卻始終對他的忠誠抱有疑心。用阿伊兒控制阿詩勒隼，用奕承公主控制阿詩勒涉爾，讓兩人从兄弟变成死敵。 |          |
| 付宏聲                         | 炻辛思力                                | 延利可汗的下屬，對其忠心耿耿。 |          |
| 库都斯江·艾尼娃尔 童年：高林宇 | 阿詩勒涉爾 角色原型：阿史那社尔         | 阿詩勒部小可汗兼狼師首領 父為前代大可汗舒勒可汗，現今大可汗為他的叔父，生母為前隋的奕承公主。因長輩的刻意縱容，視阿詩勒隼為眼中釘，與其針鋒相對，欲除之而後快。其實生性善良，從小喜歡彌彌古麗。 | 王凯     |
| 張浩哲                         | 亞羅                                    | 阿詩勒隼的手下，性格單純善良。在前往牙帳取紫草遭雷蒙殺害。 | 李昕     |
| 劉天寶                         | 努爾                                    | 阿詩勒隼的手下，李長歌的好友。 |          |
| 蒋潇林                         | 苏伊舍                                  | 阿詩勒隼的手下。 |          |
| 李龍                           | 土喀設                                  | 阿詩勒部中熊師首領 與阿詩勒隼不和。在漠北被阿詩勒隼殺。 |          |
| 杨明娜                         | 奕承公主 角色原型：義成公主             | 阿詩勒部可敦 原為中原人，是前隋的公主，自願為了大隋遠嫁草原，因草原收繼婚的習俗而連嫁四任可汗，是小可汗的生母。杀害舒勒可汗以助延利可汗继位。一直伪装軟弱，其實心思极深，一直在收買人心，为完成她的大业。在阿詩勒部王庭中威望頗高。是錦瑟夫人和雷叔的主人，利用彌彌古麗弟弟威胁她到鷹師當臥底，並利用中原人的身份以取得李長歌的信任，慫恿她救出羅義，實質是為了將其拖下水然後消滅阿詩勒隼和整個鷹師，以助阿詩勒涉爾取得王權，為的是達成自己的最終目的「復活大隋」。最終在定襄自焚而死。 |          |
| 呂艷蓓                         | 錦瑟夫人                                | 原為中原人，奕承公主的手下，表面上是大可汗的寵妃，實際上被是奕承公主安排待在大可汗的身旁當臥底。最後被杜如晦所捕，為全己對奕承公主之忠心而服毒自殺。 |          |
| 楊鈞丞                         | 雷蒙 （雷叔）                           | 隋朝时大兴宫的侍卫，负责護送奕承公主從中原到草原，陪伴她30年。表面上是阿詩勒涉爾的下屬，實際上是奕承公主的手下，被公主安排到涉爾的身邊幫忙照顧，後聽命於公主把亞羅和炻新思力殺死。殺了彌彌古麗，後死於穆金的刀下。 |          |
| 朱麗群                         | 阿伊兒                                  | 啞巴，阿詩勒隼的養母，奕承公主的侍婢並被其利用，後被阿詩勒涉爾捉走拿來威脅阿詩勒隼，因不願見阿詩勒隼被阿詩勒涉爾污辱繼而自刎於阿詩勒涉爾刀下。 |          |

### 李唐皇族與官員
| 演員   | 角色                  | 介紹 | 国语配音 |
| 耿乐   | 李世民                | 秦王→太子→皇帝 李建成之弟，李元吉之兄，李樂嫣、李承乾的父親，李長歌的二叔。因太子李建成譁變而發動玄武門之變，誅殺了李建成全家，因而被李長歌當作仇人。年少時在戰場上救下李長歌之母，對其懷有愛慕之情，然而兩人終究沒結成連理；是李長歌年幼時最親近的長輩，十分疼愛李長歌，在她逃亡之時多次下令讓杜如晦放過她。 | 原声     |
| 劉金龍 | 李建成                | 太子（唐高祖太子） 李長歌之父，李世民之兄，與女兒李長歌的關係疏離。 | 汤水雨   |
| 周雲深 | 李元吉                | 齊王 李世民、李建成之弟，玄武門之變被殺害。 | 汤水雨   |
| 許榕真 | 瑾夫人 角色原型：韋珪 | 太子妃（唐高祖太子之妻）李長歌之母，在玄武門之變時及時將李長歌送出東宮而避免其受害，但因對李建成懷有愧疚之心，最終在李世民眼前自刎。年少時與李世民有愛慕之情，然而兩人終究沒結成連理，終嫁給與自己沒有絲毫感情存在的李建成。在聽到李建成密謀除去李世民後偷偷寫信告訴了李世民，終引發玄武門之變。              | 李世榮   |
| 譚建昌 | 魏徵                  | 字玄成，魏叔玉之父，朝廷重臣，原是東宮老臣，太子李建成門下的謀士，亦為李長歌的老師。在玄武門之變後，被李世民收為己用，任諫官。 | 杨默     |
| 成泰燊 | 杜如晦                | 字克明，李世民的心腹，為玄武門之變其中重要謀臣之一。因李長歌為前太子李建成的女兒，杜如晦故而坚持己见認為既已斩草則必须除根，尽管李世民多次示意放过李长歌，但是依然坚持将李長歌列為重點追殺對象，並派遣義子皓都一直追殺她；後在流雲觀，李長歌為救杜如晦而受傷，差点死于锦瑟夫人之手，他終放下對李長歌的執念。  | 原声     |
| 楊子驊 | 房玄齡                | 李世民之謀士，曾是李长歌的老师，为了长歌的行踪不被发现，他命人放火烧掉了长歌逗留过的品香斋，並多次暗中幫助李長歌；曾表示“只叹永宁郡主不是男子，不能治国平天下。”但对于长歌，他还是十分器重。 | 趙述仁   |
| 何羽霄 | 李承乾                | 太子（唐太宗之子） 李世民之子，李樂嫣之弟，李長歌之堂弟。性格反叛、狂妄自大，因而被錦瑟夫人所利用。 |          |
| 邢文杰 | 羅義 角色原型：羅藝   | 李建成的舊部下，玄武門之變後，起兵反李世民，兵敗逃亡至北疆，不久被擒押到草原，與李長歌重逢後將令牌交給長歌後去世。 |          |
| 孔奇力 | 李淳風                | 唐代著名天文學家、數學家。 |          |
| 程武   | 李瑗                  | 盧江郡王 李長歌之堂叔，在李長歌被追捕欲投靠李瑗之時，李瑗聯同王君廓出賣李長歌。 | 汤水雨   |
| 王小偉 | 王君廓                | 將軍，盧江郡王李瑗的下屬，聯同李瑗出賣李長歌。 | 严明     |
| 魏炳樺 | 常何                  | 原是太子李建成的手下，後轉投李世民，使得李世民順利地殺死李建成。 |          |
| 田峻丞 | 李靖                  | 將軍，紅拂女的愛人，著名妻管嚴。與阿詩勒隼在棋盤上殺得你死我活，十分欣賞阿詩勒隼。 |          |

### 雁行門
| 演員   | 角色          | 介紹 | 国语配音 |
| 盧星宇 | 公孫恒        | 歷經兩朝的㮶州刺史，亦是提拔李長歌的人，廣受㮶州城民愛戴。在阿詩勒部進犯告急之時，為保護滿城百姓性命捨身自刎，在死前將妻子與女兒托付給李長歌。 |          |
| 李建義 | 秦古          | 人稱秦老，武藝高強，深謀遠慮。本是公孫恆的心腹軍師，在㮶州兵敗公孫恆自盡前得悉李長歌是永寧郡主的身份，在公孫恆自盡後擔起了輔助李長歌的責任，為營救長歌而重振商道雁行門，喬裝商人用計讓大可汗退兵。在長歌言明「興唐」的志向後，仍不離不棄的追隨。在阿詩勒隼受小可汗之難時用計謀救過阿詩勒隼，在長歌失蹤後攜阿詩勒隼進入中原，一起尋找長歌。 | 原聲     |
| 吳崇軒 | 緒風          | 公孫恆親信，李長歌曾賭命在他對公孫恆的忠誠上。公孫恆死後與秦老一起追隨李長歌，與羅十八有感情線。 | 錢文青   |
| 劉楚玄 | 羅十八        | 燕雲十八騎成員→李長歌護衛 將主公羅義的意志視為自己的意志，是一個盡忠職守的女護衛，在羅義死後成為李長歌的護衛。與緒風有感情線。 |          |
| 王璟彥 | 公孫夫人/孫氏 | 公孫恆之妻，公孫媛之母。在公孫恆死後隨之自刎。 |          |
| 喬畫   | 公孫媛        | 已故㮶州太守公孫恆的遺孤，公孫恆死後託於李長歌身旁。秦老和李長歌等人大多稱呼她為「媛娘」，長安大宅裡的僕役則稱呼其為「媛娘子」。後因骨骼精奇成為司徒朗朗的徒弟，李長歌的師妹。 |          |

### 回紇
| 演員                | 角色        | 介紹 | 国语配音 |
| 曹曦月 童年：張紫薰 | 彌彌古麗    | 漠北某部族族長之女，家亡後被俘虜並獻給阿詩勒部的狼師，成為涉爾幼時的玩伴以及初戀。後被奕承公主以其弟步真為質要脅其前往鷹師當奸細。到達草原後因某次得李長歌救援，從此對女扮男裝的李長歌一見鍾情，但很快便得知李長歌事實上是女孩，並漸漸成為她的心腹及摯友。在李長歌得知彌彌是奕承公主派來的奸細後兩人聯手背叛了奕承，彌彌最終為救長歌而死在了雷蒙的箭下，在穆金的懷裡离世。與穆金兩情相悅。 | 周周     |
| 彭博                | 夷男        | 漠南王 漠南與漠北是世敵，但兩地都同時不得不屈服於阿詩勒部。 |          |
| 黃楊鈿甜            | 珍珠        | 圖伽郡主 14歲，漠南國的郡主，與李長歌不打不相識，後成為好友。 |          |
| 王瑞昌              | 藥羅葛·菩飒 | 漠北王 漠南與漠北是世敵，但兩地都同時不得不屈服於阿詩勒部。 |          |
|                     | 步真        | 彌彌古麗的弟弟，受奕承公主所控，為小隋王的玩伴。最终被长歌等人救出，跟随穆金生活。 |          |

### 流雲觀
| 演員   | 角色     | 介紹 | 国语配音 |
| 薩頂頂 | 靜澹真人 | 流雲觀主 在洛陽城東一帶頗有名望。超凡脫俗的態度和自在的性格給了李長歌很深的啟發，是個極有智慧的女性。                                                 |          |
| 李光复 | 孙思邈   | 是長歌被狼師追殺時的救命恩人，也曾幫助過鷹師解除瘟病。 當代最有名的醫者與修道士，雲遊四方時遇困苦病痛必定出手救治，不問貴賤貧富，世人尊稱為「藥王」。 |          |
| 刘海宽 | 司徒郎郎 | 越女劍當代唯一傳人 武器：輕虹劍。李長歌、公孫媛之師父。外表玩世不恭實則心思縝密，恩師故去後收徒心切，看上李長歌資質奇佳而主動提出收徒之意。           | 蘇尚卿   |
| 周可迪 | 阿碧     | 突厥滅了她的故鄉家園，在顛沛流離後來到流雲觀，因無家可歸而跟隨荃娘在此落腳。對李長歌甚是照顧，是一個沒有心機、直率單純的大姊。                        | 張宇微   |

### 其他演員
| 演員     | 角色                | 介紹 | 国语配音 |
| 馮俊傑   | 阿竇                | 原是品香齋收容的流民小二，在品香齋燒毀後拜李長歌為師，同至㮶州，但在㮶州一戰中為救㮶州城百姓而甘願赴死，死前的夢想依舊是要成為大將軍，死後終能以竇大將軍之名立墓碑。 | 锦鲤     |
| 梅凌甄   | 紅拂女              | 李靖的愛人。 |          |
| 鬱曉東   | 司馬健              | 司馬圖之弟，勾結阿詩勒部的叛徒。因阿诗勒部攻打朔州失败连连，被土喀设斩杀。                                                                                           |          |
| 李保民   | 司馬圖              | 朔州行軍總管司 司馬健之兄，朔州刺史公孫恆的上司。因投敵的弟弟司馬健勾結阿詩勒部，受其煽動而刻意關押公孫恆，並攔截戰報、堵截消息，最後於獻城投降時被熊師所殺。        |          |
| 董李無憂 | 晟辛 角色原型：稱心 | 奕承公主的手下，被安排接近大唐太子李承乾，並順利贏得太子的信任；最後被阿詩勒隼所殺。                                                                                 |          |
| 陈恒     | 柴娘子              | 西郊織紡老闆 在永安公主流落云州的時候收留她，嘴硬心軟，對樂嫣(永安公主)很好。                                                                                        |          |

## 电视剧原声带

### 中国大陆
| 《長歌行》電視劇原聲帶 | 《長歌行》電視劇原聲帶       | 《長歌行》電視劇原聲帶 | 《長歌行》電視劇原聲帶 | 《長歌行》電視劇原聲帶 | 《長歌行》電視劇原聲帶 |
| 曲序                   | 曲目                         |                        | 作曲                   | 编曲                   | 演唱                   |
| ---------------------- | ---------------------------- | ---------------------- | ---------------------- | ---------------------- | ---------------------- |
| 1.                     | 光的方向（片頭主题曲）       | 薩吉                   | 金大洲                 | 金大洲D-Jin            | 張碧晨                 |
| 2.                     | 一愛如故（插曲）             | 張暢                   | 金大洲                 | 何山                   | 劉宇寧                 |
| 3.                     | 落砂（插曲）                 | 薩吉                   | 金大洲                 | 楊朝焰                 | 金玟岐                 |
| 4.                     | 如若歸來（插曲主题曲）       | 薩吉 申明利            | 薩吉                   | 金大洲D-Jin            | 薩頂頂                 |
| 5.                     | 多麼願你是我恆久的歌（插曲） | 薩吉                   | 金大洲                 | 黃宇弘@D-Jin Music     | 趙露思                 |
| 6.                     | 茧（片尾主题曲）             | 薩吉                   | 金大洲                 | 金大洲D-Jin/黃宇弘     | 周深                   |

## 獎項
| 年份   | 頒獎典禮                   | 獎項                                         | 備註 |
| 2021年 | 腾讯视频拾光盛典           | 金鹅荣誉年度观众喜爱剧                       | 獲獎 |
| 2021年 | 腾讯视频拾光盛典           | 金鹅荣誉会员挚爱剧集                         | 獲獎 |
| 2021年 | 腾讯视频拾光盛典           | 金鹅年度优秀制片人 （鄢蓓蓓）                | 獲獎 |
| 2021年 | 新浪新聞信息消費數據半年報 | 口碑电视剧TOP10                              | 獲獎 |
| 2021年 | 第16屆首爾國際電視節       | 最佳女主角 （迪丽热巴飾李長歌）              | 提名 |
| 2021年 | 第16屆首爾國際電視節       | 亚洲之星奖 （赵露思飾李乐嫣）                | 獲獎 |
| 2021年 | 第16屆首爾國際電視節       | 优秀电视剧                                   | 提名 |
| 2021年 | 中美電視節金天使獎         | 年度金天使獎電視劇                           | 獲獎 |
| 2021年 | 中美電視節金天使獎         | 年度優秀青年演員 （迪丽热巴飾李長歌）        | 獲獎 |
| 2021年 | 中美電視節金天使獎         | 年度最佳新晉演員 （方逸倫飾魏叔玉）          | 獲獎 |
| 2021年 | 2021超級紅人節             | 微博2021十大影響力電視劇官微                 | 獲獎 |
| 2022年 | 2021電視劇大賞             | 年度古装&武侠剧                              | 獲獎 |
| 2022年 | 2021電視劇大賞             | 年度古装&武侠剧女性角色 （迪丽热巴飾李長歌） | 獲獎 |
| 2022年 | 2021電視劇大賞             | 年度古装&武侠剧男性角色 （劉宇寧飾皓都）     | 獲獎 |
| 2022年 | 2021腾讯音乐由你榜年度盘点 | 年度国风歌曲TOP3《茧》（周深）               | 獲獎 |
| 2022年 | 2021腾讯音乐由你榜年度盘点 | 年度影视OST TOP3《茧》（周深）               | 獲獎 |

## 軼事
- 此劇角色「阿史那隼」原定由屈楚蕭飾演，最後改為吳磊。[註 1]
- 吳磊所飾演的角色原名為「阿史那隼」，後改為「阿詩勒隼」。

## 宣傳活動
- 2020年7月14日，10點03分起，該劇開始官宣主演並依次發佈5位主演的定妝照和定妝片段。
- 2020年8月2日，主演迪麗熱巴、吳磊、劉宇寧共同出席2020騰訊視頻年度發佈會，現場發佈首版预告。
- 2020年10月27日，在騰訊視頻v視界大會中發佈新版海報。
- 2021年3月9日，主演迪麗熱巴、吳磊、劉宇寧、方逸倫、易大千和片尾曲演唱者周深共同出席《快樂大本營》作宣傳，該期節目於3月20日播出。
- 2021年3月31日，宣布定檔於騰訊視頻、山東衛視。
- 2021年4月6日，主演迪麗熱巴和吳磊到達北京騰訊大樓進行合體直播，其後前往新浪總部大樓進行掃樓宣傳。

## 原著

### 中國大陸
| 出版时间   | 书籍名称   | 类型 | 作者 | 出版社           | 国际标准书号          |
| ---------- | ---------- | ---- | ---- | ---------------- | --------------------- |
| 2012年1月  | 《長歌行》 | 漫画 | 夏達 | 廣東新世紀出版社 | ISBN 978-7540-54854-4 |
| 2012年6月  | 《長歌行》 | 漫画 | 夏達 | 廣東新世紀出版社 | ISBN 978-7540-55294-7 |
| 2012年9月  | 《長歌行》 | 漫画 | 夏達 | 廣東新世紀出版社 | ISBN 978-7540-56809-2 |
| 2013年4月  | 《長歌行》 | 漫画 | 夏達 | 廣東新世紀出版社 | ISBN 978-7540-57503-8 |
| 2013年8月  | 《長歌行》 | 漫画 | 夏達 | 廣東新世紀出版社 | ISBN 978-7540-58296-8 |
| 2014年2月  | 《長歌行》 | 漫画 | 夏達 | 廣東新世紀出版社 | ISBN 978-7540-58440-5 |
| 2014年9月  | 《長歌行》 | 漫画 | 夏達 | 廣東新世紀出版社 | ISBN 978-7540-58670-6 |
| 2015年5月  | 《長歌行》 | 漫画 | 夏達 | 廣東新世紀出版社 | ISBN 978-7540-58987-5 |
| 2015年11月 | 《長歌行》 | 漫画 | 夏達 | 廣東新世紀出版社 | ISBN 978-7540-59648-4 |
| 2016年4月  | 《長歌行》 | 漫画 | 夏達 | 廣東新世紀出版社 | ISBN 978-7540-59887-7 |
| 2016年12月 | 《長歌行》 | 漫画 | 夏達 | 廣東新世紀出版社 | ISBN 978-7558-30280-0 |

### 台灣
| 出版时间       | 书籍名称   | 类型 | 作者 | 出版社   | 国际标准书号           |
| -------------- | ---------- | ---- | ---- | -------- | ---------------------- |
| 2015年7月3日   | 《長歌行》 | 漫画 | 夏達 | 時報出版 | ISBN 978-957-136-323-3 |
| 2015年8月25日  | 《長歌行》 | 漫画 | 夏達 | 時報出版 | ISBN 978-957-136-365-3 |
| 2015年9月8日   | 《長歌行》 | 漫画 | 夏達 | 時報出版 | ISBN 978-957-136-369-1 |
| 2015年9月22日  | 《長歌行》 | 漫画 | 夏達 | 時報出版 | ISBN 978-957-136-370-7 |
| 2015年10月6日  | 《長歌行》 | 漫画 | 夏達 | 時報出版 | ISBN 978-957-136-371-4 |
| 2015年10月20日 | 《長歌行》 | 漫画 | 夏達 | 時報出版 | ISBN 978-957-136-372-1 |
| 2016年1月26日  | 《長歌行》 | 漫画 | 夏達 | 時報出版 | ISBN 978-957-136-465-0 |

### 日本
| 出版时间       | 书籍名称   | 类型 | 作者 | 出版社 | 国际标准书号           |
| -------------- | ---------- | ---- | ---- | ------ | ---------------------- |
| 2012年1月19日  | 《長歌行》 | 漫画 | 夏達 | 集英社 | ISBN 978-4-08-879264-4 |
| 2012年8月17日  | 《長歌行》 | 漫画 | 夏達 | 集英社 | ISBN 978-4-08-879401-3 |
| 2013年3月19日  | 《長歌行》 | 漫画 | 夏達 | 集英社 | ISBN 978-4-08-879539-3 |
| 2013年11月19日 | 《長歌行》 | 漫画 | 夏達 | 集英社 | ISBN 978-4-08-879687-1 |
| 2015年1月19日  | 《長歌行》 | 漫画 | 夏達 | 集英社 | ISBN 978-4-08-879847-9 |
| 2015年1月19日  | 《長歌行》 | 漫画 | 夏達 | 集英社 | ISBN 978-4-08-890111-4 |
| 2015年11月19日 | 《長歌行》 | 漫画 | 夏達 | 集英社 | ISBN 978-4-08-890317-0 |
| 2016年4月19日  | 《長歌行》 | 漫画 | 夏達 | 集英社 | ISBN 978-4-08-890401-6 |

### 註释
1. ↑  「阿史那隼」中的阿史那为姓氏，单名「隼」。

### 引用
1. ↑  . 國家廣播電影電視總局.   [2021-04-05]. （原始内容存档于2021-05-13）.
2. ↑   迪丽热巴新戏开机！与吴磊首次合作一波三折.搜狐.2020-03-29
3. ↑  古装大剧《长歌行》近日将开机，迪丽热巴刘宇宁加盟流量来袭 （页面存档备份，存于）.腾讯網.2020-03-22
4. ↑  《长歌行》横店开机 吴磊化身草原男儿征战沙场 （页面存档备份，存于）.中乐网.2020-03-30
5. ↑  . 凤凰网. 2020-03-29  [2020-03-31]. （原始内容存档于2020-03-31）.
6. ↑  . YOYOROCK滾石移動. 2021-04-08  [2022-03-26]. （原始内容存档于2022-07-10）.
7. ↑  . YOYOROCK滾石移動. 2021-04-15  [2022-03-26]. （原始内容存档于2022-07-11）.
8. ↑  . YOYOROCK滾石移動. 2021-04-10  [2022-03-26]. （原始内容存档于2022-07-12）.
9. ↑  . YOYOROCK滾石移動. 2021-04-09  [2022-03-26]. （原始内容存档于2022-07-10）.
10. ↑  . YOYOROCK滾石移動. 2021-04-12  [2022-03-26]. （原始内容存档于2022-07-11）.
11. ↑  . YOYOROCK滾石移動. 2021-04-07  [2022-03-26]. （原始内容存档于2022-07-11）.
12. ↑  豆瓣读书上《长歌行 01》的資料 （简体中文）
13. ↑  豆瓣读书上《长歌行 02》的資料 （简体中文）
14. ↑  豆瓣读书上《长歌行 03》的資料 （简体中文）
15. ↑  豆瓣读书上《长歌行 04》的資料 （简体中文）
16. ↑  豆瓣读书上《长歌行 05》的資料 （简体中文）
17. ↑  豆瓣读书上《长歌行 06》的資料 （简体中文）
18. ↑  豆瓣读书上《长歌行 07》的資料 （简体中文）
19. ↑  豆瓣读书上《长歌行 08》的資料 （简体中文）
20. ↑  豆瓣读书上《长歌行 09》的資料 （简体中文）
21. ↑  豆瓣读书上《长歌行10》的資料 （简体中文）
22. ↑  豆瓣读书上《长歌行 11》的資料 （简体中文）
23. ↑  豆瓣读书上《長歌行 01》的資料 （简体中文）
24. ↑  豆瓣读书上《長歌行 02》的資料 （简体中文）
25. ↑  豆瓣读书上《長歌行 03》的資料 （简体中文）
26. ↑  豆瓣读书上《長歌行 04》的資料 （简体中文）
27. ↑  豆瓣读书上《長歌行 05》的資料 （简体中文）
28. ↑  豆瓣读书上《長歌行 06》的資料 （简体中文）
29. ↑  豆瓣读书上《長歌行 07》的資料 （简体中文）
30. ↑  豆瓣读书上《長歌行 1》的資料 （简体中文）
31. ↑  豆瓣读书上《長歌行 2》的資料 （简体中文）
32. ↑  豆瓣读书上《長歌行 3》的資料 （简体中文）
33. ↑  豆瓣读书上《長歌行 4》的資料 （简体中文）
34. ↑  豆瓣读书上《長歌行 5》的資料 （简体中文）
35. ↑  豆瓣读书上《長歌行 6》的資料 （简体中文）
36. ↑  豆瓣读书上《長歌行 7》的資料 （简体中文）
37. ↑  豆瓣读书上《長歌行 8》的資料 （简体中文）

## 电视节目的变迁
| 臺灣 衛視中文台 星期一至四 22:00 - 23:00  | 臺灣 衛視中文台 星期一至四 22:00 - 23:00                              | 臺灣 衛視中文台 星期一至四 22:00 - 23:00 |
| ----------------------------------------- | --------------------------------------------------------------------- | ---------------------------------------- |
|                                           | 长歌行 (2021年12月22日—2022年3月16日)                                 |                                          |
| 流金歲月 (2021年10月18日－2021年12月21日) | 天龍八部搶先看 (2022年3月17日)天龍八部 (2022年3月21日－2022年6月14日) |                                          |

| 马来西亚 八度空间 亚洲精选 星期一至四 21:00 - 22:00 | 马来西亚 八度空间 亚洲精选 星期一至四 21:00 - 22:00 | 马来西亚 八度空间 亚洲精选 星期一至四 21:00 - 22:00 |
| --- | --------------------------------------------------- | --------------------------------------------------- |
| | 长歌行 (2022年2月7日—2022年5月2日)                  |                                                     |
| 恭喜发财 (2022年1月12日—2022年1月27日)诛仙 （2022年1月31日） （21:00 - 23:00） 电影虎助虎爱庆团圆 (2022年2月1日) （21:00 - 23:00） 综艺心想事成 （2022年2月2日） （21:00 - 23:00） 电影 行运一条龙 （2022年2月3日) （21:00 - 23:00） 电影 | 斛珠夫人 (2022年5月3日—2022年7月25日)               |                                                     |
| 优6剧场 星期一至五18:00-18:58 |                                                     |                                                     |
| 家人之間 （2024年5月9日—2024年6月5日） | 长歌行 (重播)（2024年6月6日－2024年8月13日）        | —                                                   |

| 臺灣 緯來戲劇台 星期一至五 22:00 - 00:00 · 5月25日 23:00 - 00:00 | 臺灣 緯來戲劇台 星期一至五 22:00 - 00:00 · 5月25日 23:00 - 00:00                             | 臺灣 緯來戲劇台 星期一至五 22:00 - 00:00 · 5月25日 23:00 - 00:00 |
| ---------------------------------------------------------------- | -------------------------------------------------------------------------------------------- | ---------------------------------------------------------------- |
|                                                                  | 长歌行 (2022年5月25日—2022年8月1日)                                                          |                                                                  |
| 風起霓裳 (2022年4月27日－2022年5月25日)                          | 三生三世十里桃花（重播） (2022年8月2日 — 2022年9月12日)君九齡 (2022年9月12日－2022年11月2日) |                                                                  |

| 新加坡 新传媒8频道 星期一至五 23:00 - 00:00 · （若当天《晚间新闻》因国会相关资讯而延长播报时间，则顺延至 23:15 - 00:15） | 新加坡 新传媒8频道 星期一至五 23:00 - 00:00 · （若当天《晚间新闻》因国会相关资讯而延长播报时间，则顺延至 23:15 - 00:15） | 新加坡 新传媒8频道 星期一至五 23:00 - 00:00 · （若当天《晚间新闻》因国会相关资讯而延长播报时间，则顺延至 23:15 - 00:15） |
| --- | --- | --- |
| | 长歌行 （2022年5月13日—2022年7月20日）                                                                                   | |
| 法证先锋IV （2022年4月1日—2022年5月12日）                                                                                | 骊歌行 （2022年7月21日—2022年10月6日）                                                                                   | |

| 新加坡 HUB都会台 星期六至日 17:00 - 19:00（两集连播） · 9月23日 18:00 - 19:00 | 新加坡 HUB都会台 星期六至日 17:00 - 19:00（两集连播） · 9月23日 18:00 - 19:00 | 新加坡 HUB都会台 星期六至日 17:00 - 19:00（两集连播） · 9月23日 18:00 - 19:00 |
| ----------------------------------------------------------------------------- | ----------------------------------------------------------------------------- | ----------------------------------------------------------------------------- |
|                                                                               | 长歌行 （2023年9月23日－2023年12月16日）                                      |                                                                               |
| 镜·双城 （2023年7月9日－2023年9月23日）                                       | 千古玦尘 (2023年12月23日 - 2024年3月）                                        |                                                                               |